# ズオン・クアン・ハム
ズオン・クアン・ハム（Dương Quảng Hàm / 楊廣涵、1898年-1946年）はベトナムの文学研究者、教育者。字はハイルオン（Hải Lượng / 海量）。
労作『ベトナム文学史要』（Việt Nam văn học sử yếu）はベトナムで最初のクオック・グーで書かれた標準的文学史とみなされている。

## 生涯と事績
ズオン・クアン・ハムは1898年7月14日に、フンイエン省ヴァンザン県メーソー社のフーティ村の儒教知識人の家に生まれた。父方の祖父ズオン・ズイ・タイン（Dương Duy Thanh / 楊維清、1804-1861）は河内督学を勤めた。父のズオン・チョン・フォー（Dương Trọng Phổ / 楊仲普）、長兄でハノイにおける改革派学校の嚆矢であるトンキン義塾創設者の一人ズオン・バー・チャック（Dương Bá Trạc）、弟のズオン・トゥ・クアン（Dương Tụ Quán）などいずれも当時名の知れた名士であった。 
幼いときから漢字を学び、ハノイに出てからはクオック・グーを学んだ。1920年、インドシナ師範専門学校（仏: l'École supérieure de pédagogie de l'Indochine）を首席で卒業した。1920-46年、ハノイのブオイ高校（植民地政庁の高校で、チュー・ヴァン・アン高校の前身）の教員を務めた。1945年の8月革命後、中等教育監察官となり、次いでブオイ高校の校長となった。
20年あまりの間、学校での教育のかたわら、越仏語での初等・中等教育用文学・歴史学の教科書執筆などを精力的に行った。『ベトナム文学史要』（1941年）と『ベトナム詩文合選』（Việt Nam thi văn hợp tuyển、1942年）の2冊はとりわけその水準の高さを評価されている。
『ベトナム文学史要』は、ベトナム共和国教育部が第8学年（今の10年生）の教科書として長年使用してきた。
このほか、以下のような著作がある：
- Lectures littéraires sur L'Indochine (Pujarnicleと共編)
- Quốc văn trích diễm (1925)
- Tập bài thi bằng sơ học yếu lược (1927, ズオン・トゥ・クアンと共編),
- Những bài lịch sử Việt Nam (1927)
- Văn học Việt Nam (1939)
- Việt văn giáo khoa thư (1940)
- Lý Văn Phức - tiểu sử và văn chương (1945年頃成書)

このほか、『南風雑誌』『ヒュータイン』『チータン』といった雑誌・新聞、さらにはフランス人による新聞・雑誌でベトナム語・フランス語の両方で多くの文章を発表している。
1946年12月（日時は不明）、全国抗戦の初期のハノイにて死去した。48歳没。

## ベトナム文学史要
本書はベトナム文学の教科書である。編纂概要、略号一覧、結論、表、目録などが付されるほか、本文は48章で構成される。庶民文学、中国の影響、各時代の学術制度、科挙・試験、フランスの影響、書記言語の問題など多くの価値ある部分を含んでいる。
著者はベトナム文学を概括して紹介するために多くの労力を払った。巻末には詳細で行き届いた著者・作品リスト、著者・作品索引がある。
チャン・ヒュー・ターは本書について
と語っている。
ヒュー・ゴックは
と評価している。

## 顕彰
後世の人間はズオン・クアン・ハムの著作について以下のように評価している：
模範的教師、文学教科書の著者、文学史研究の碩学としての功績を記念して、1993年7月14日、教育・訓練省、国家人文社会科学センター、教育科学院、文学院が生誕95周年記念学術会議を開催した。
現在、フンイエン市、ホーチミン市、ハノイ市のいずれにもズオン・クアン・ハムの名を冠した道路がある。
4女のズオン・ティ・トア（Dương Thị Thoa、独立運動の活動家としての偽名はレーティ Lê Thi）は1945年9月2日の独立式典で旗を掲揚した二人のうちの一人で（もう一人はダム・ティ・ロアン Đàm Thị Loan）、家族・ジェンダー研究所の創設者でもある。